# Tennis ai XIX Giochi del Commonwealth
È stata la prima edizione dei giochi del Commonwealth in cui il tennis è stato incluso come sport ufficiale, i tornei si sono disputati dal 4 al 10 ottobre 2010 sui campi del R.K. Khanna Tennis Complex di Nuova Delhi.
L'evento, organizzato dall'ITF, si è disputato in concomitanza con il torneo di Pechino facente parte sia del circuito maschile che femminile il che ha indotto diversi atleti a dover scegliere tra rappresentare la propria bandiera ai giochi o guadagnare punti per la classifica ufficiale. Tra le assenze più rilevanti ci sono state quelle degli australiani Lleyton Hewitt e Samantha Stosur e dello scozzese Andy Murray.
Sono state assegnate medaglie nelle seguenti specialità:
- singolare maschile
- singolare femminile
- doppio maschile
- doppio femminile
- doppio misto

## Podi

### Uomini

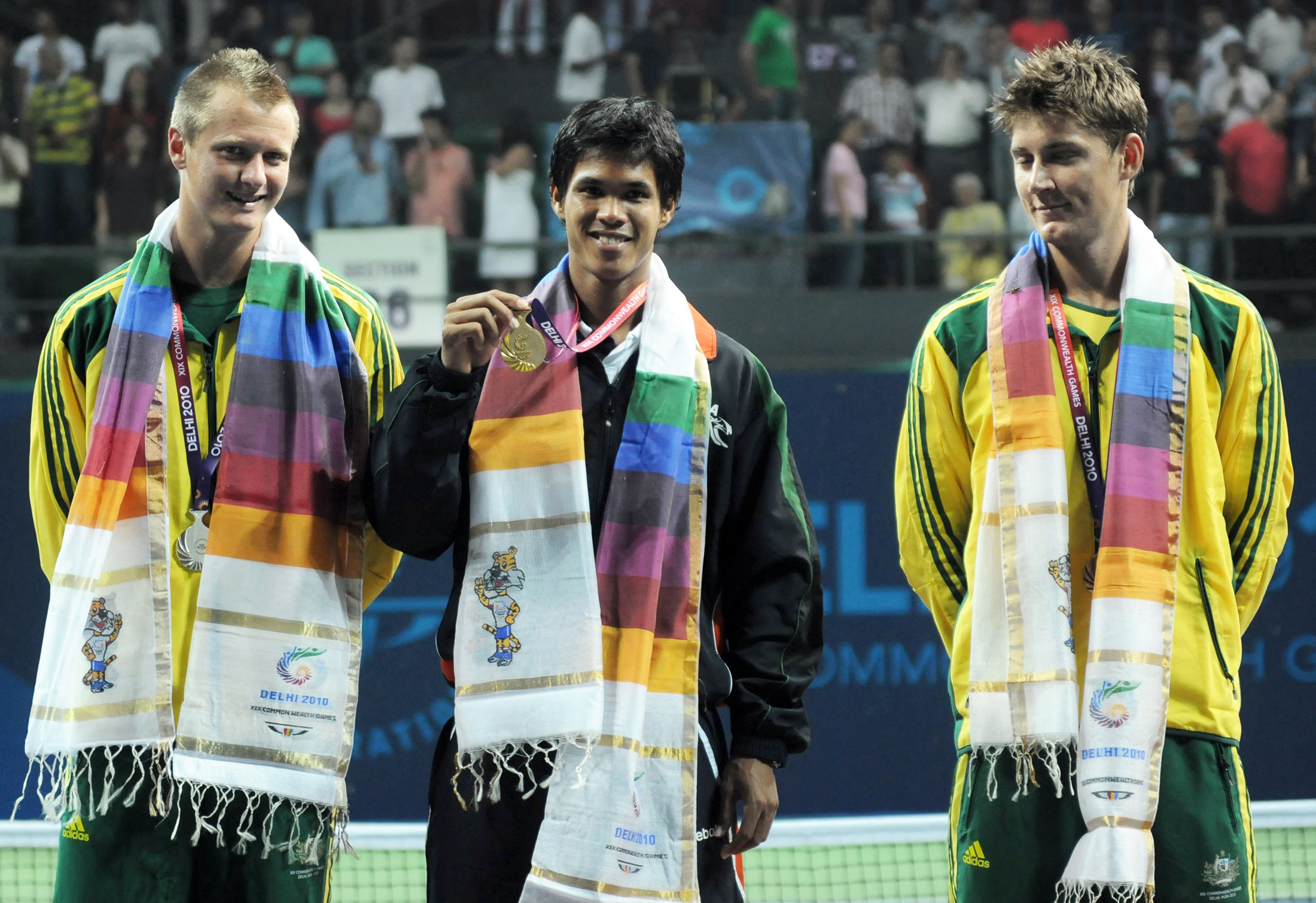
I tre tennisti ad aver conquistato una medaglia nel singolare maschile

| Evento                        | Oro                                | Argento                               | Bronzo                             |
| Singolare maschile (dettagli) | Somdev Devvarman                   | Greg Jones                            | Matthew Ebden                      |
| Doppio maschile (dettagli)    | Australia Paul Hanley Peter Luczak | Inghilterra Ross Hutchins Ken Skupski | India Mahesh Bhupathi Leander Paes |

### Donne

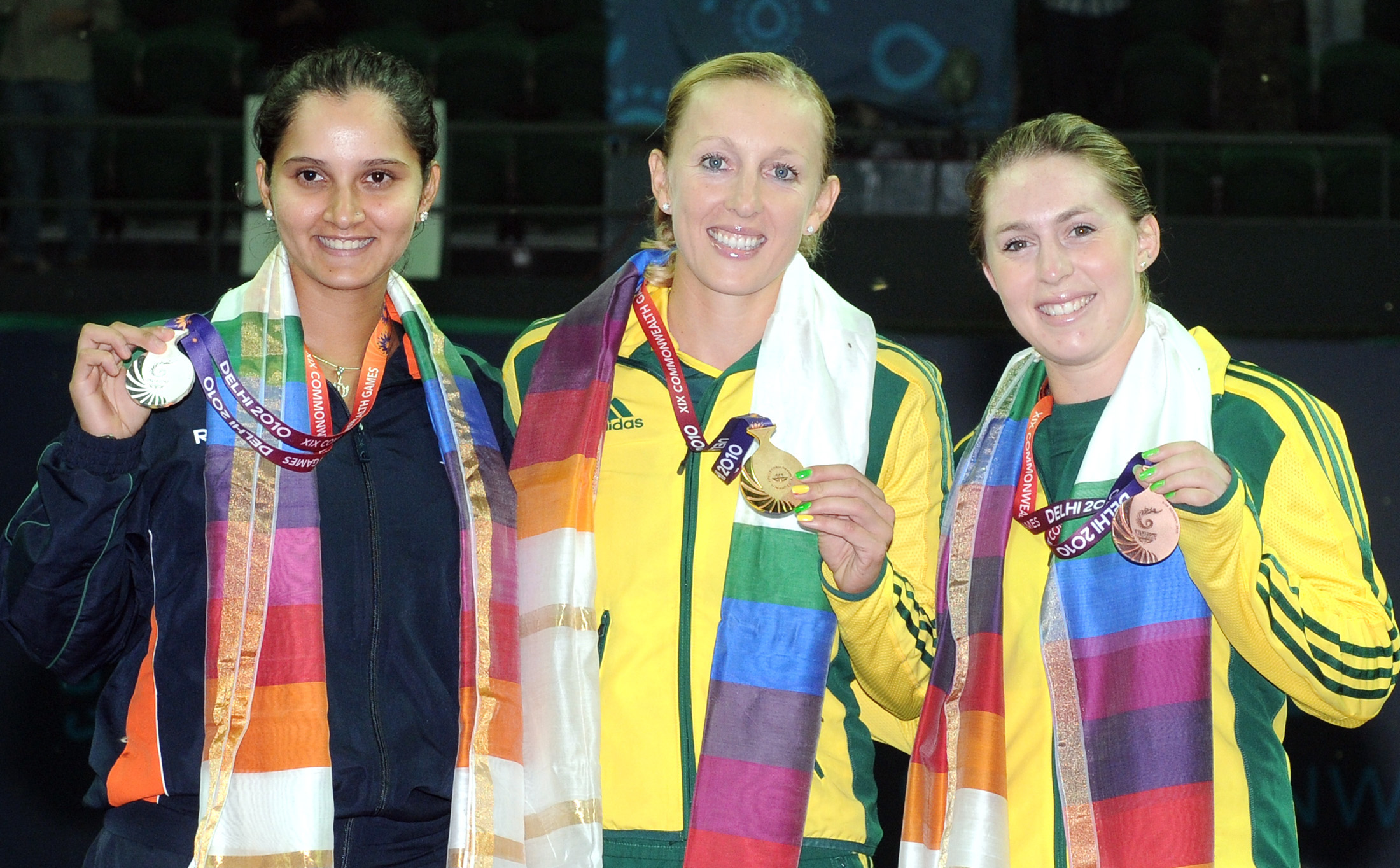
Le tre tenniste ad aver conquistato una medaglia nel singolare femminile

| Evento                         | Oro                                        | Argento                                 | Bronzo                                |
| Singolare femminile (dettagli) | Anastasija Rodionova                       | Sania Mirza                             | Sally Peers                           |
| Doppio femminile (dettagli)    | Australia Anastasija Rodionova Sally Peers | Australia Olivia Rogowska Jessica Moore | India Sania Mirza Rushmi Chakravarthi |

### Misto
| Evento                  | Oro                              | Argento                                    | Bronzo                                |
| Doppio misto (dettagli) | Scozia Jocelyn Rae Colin Fleming | Australia Anastasija Rodionova Paul Hanley | Inghilterra Sarah Borwell Ken Skupski |

## Medagliere
| Posizione | Paese       |   |   |   | Totale |
| --------- | ----------- | - | - | - | ------ |
| 1         | Australia   | 3 | 3 | 2 | 8      |
| 2         | India       | 1 | 1 | 2 | 4      |
| 3         | Scozia      | 1 | 0 | 0 | 1      |
| 4         | Inghilterra | 0 | 1 | 1 | 2      |